# Moika
Die Moika (russisch Мойка) ist ein Fluss in Sankt Petersburg in Russland. 

## Beschreibung
Die Länge des Flusses beträgt 4,67 km, er ist bis zu 40 m breit, die größte Tiefe beträgt 3,2 m. Anfang des 18. Jahrhunderts floss sie noch aus einem Sumpf in der Nähe des Marsfeldes. 1711 wurde sie mit der Fontanka verbunden. Auf der künstlichen Sommergarteninsel zwischen Fontanka, Moika, dem Schwanenkanal und Newa befindet sich der Sommergarten. 
Die Moika entspringt der Fontanka, fließt durch die beiden Stadtbezirke Admiralteiski und Zentralny und mündet in der Newa. Dabei passiert sie neun der zehn Inseln des historischen Stadtkerns von Sankt Petersburg:
1. Sommergarteninsel (russisch Летний Сад остров Letni Sad ostrow)
2. 1. Admiralitätsinsel (russisch 1-й Адмиралтейский остров 1-j Admiralteiski ostrow)
3. 2. Admiralitätsinsel (russisch 2-й Адмиралтейский остров 2-j Admiralteiski ostrow)
4. Neu-Holland (russisch Новая Голландия Nowaja Gollandija)
5. Neue Admiralitätsinsel (russisch Ново-Адмиралтейский остров Nowo-Admiralteiski ostrow)
6. Matissowinsel (russisch Матисов остров Matissow ostrow)
7. Kolomnainsel (russisch Коломенский остров Kolomenski ostrow)
8. Kasaninsel (russisch Казанский остров Kasanski ostrow)
9. Erlöserinsel (russisch Спасский остров Spasski ostrow)

## Brücken über die Moika
Über die Moika führen insgesamt 17 Brücken (nachfolgend eine Auswahl):
1. 1. Ingenieurbrücke (russisch 1-й Инженерный мост)
2. 1. Gartenbrücke (russisch 1-й Садовый мост)
3. 2. Gartenbrücke (russisch 2-й Садовый мост)
4. Kleine Marstallbrücke  (russisch Мало-Конюшенный мост)
5. Große Marstallbrücke (russisch Большой Конюшенный мост)
6. Sängerbrücke (russisch Певческий мост)
7. Grüne Brücke (russisch Зелёный мост)
8. Rote Brücke (russisch Красный мост)
9. Blaue Brücke (russisch Синий мост)
10. Laternenbrücke (russisch Фонарный мост)
11. Postbrücke (russisch Почтамтский мост)
12. Kussbrücke  (russisch Поцелуев мост)
13. Chrapowizkibrücke (russisch Храповицкий мост)
14. Schiffbrücke (russisch Корабельный мост)

## Siehe auch

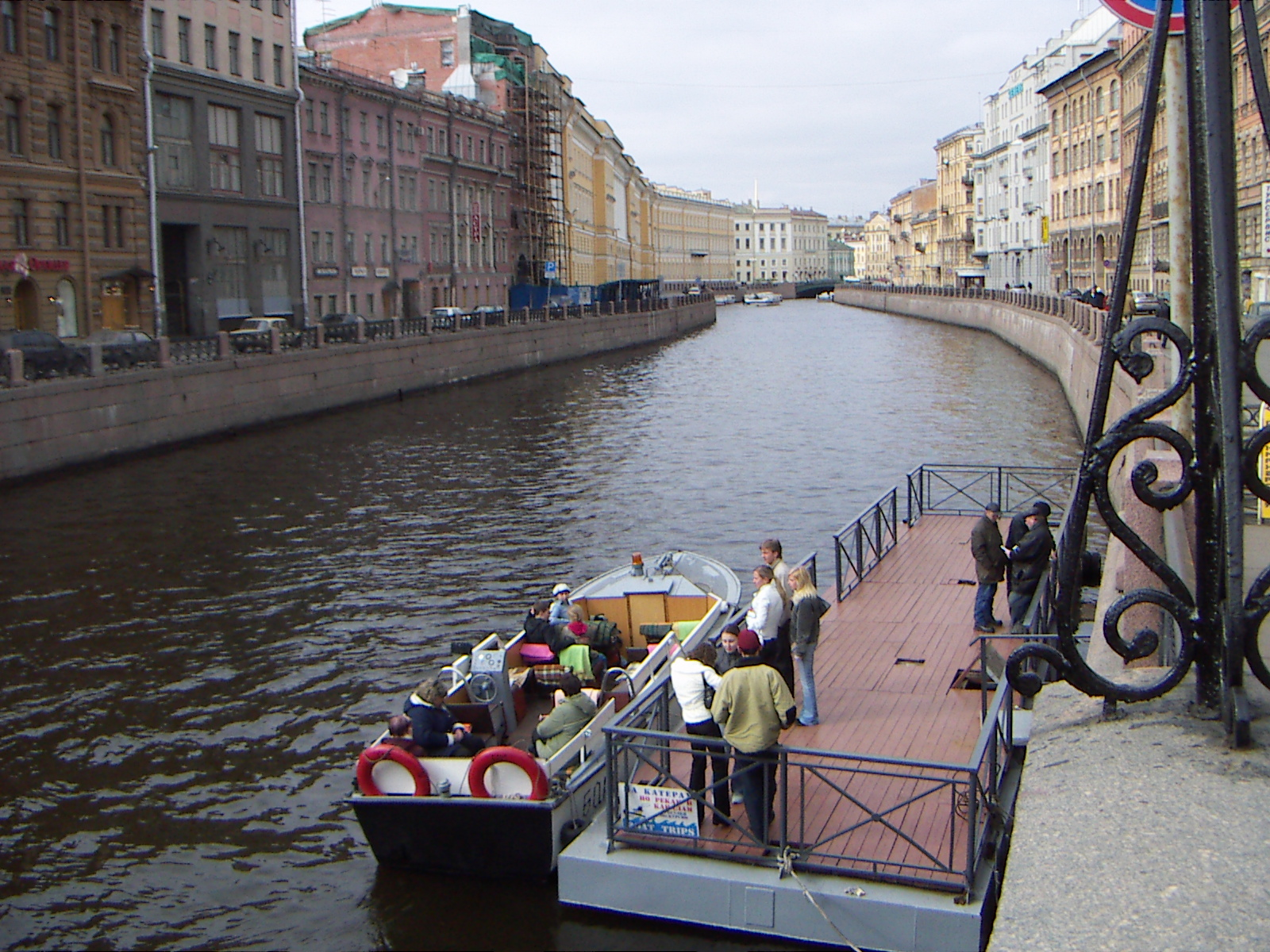
Blick von der „Grünen Brücke“ (Newski-Prospekt)